# Акт о принятии Вестминстерского статута (1947)
Акт о принятии Вестминстерского статута (1947) (Государственный закон № 38 от 1947 г.) — конституционный акт парламента Новой Зеландии, который официально признал полную внешнюю автономию, предложенную британским парламентом. Приняв Закон 25 ноября 1947 года, Новая Зеландия приняла Вестминстерский статут 1931 года, акт британского парламента, который предоставил доминионам, ратифицировавшим статут, полный суверенный статус и членство в Содружестве. Новая Зеландия была последним Доминионом, сделавшим это, поскольку доминион Ньюфаундленд проголосовал за то, чтобы стать частью Канады в 1948 году.
На момент принятия в Новой Зеландии Вестминстерский статут рассматривался как необходимый конституционный шаг для уточнения суверенитета новозеландского парламента, а не как изменение отношений Новой Зеландии со своим бывшим колонизатором, которым новозеландские политики подчеркивали неизменную лояльность. Это стало рассматриваться как важный шаг к независимости Новой Зеландии.
Позже этот закон был отменен Конституционным актом 1986 года, который, среди прочего, лишил британский парламент возможности принимать законы для Новой Зеландии.

## Последствия
Основная цель Закона заключалась в принятии разделов два, три, четыре, пять и шесть Вестминстерского статута 1931 года. Второй раздел Статута отменял Закон о действии колониальных законов 1865 года, третий раздел позволял парламенту издавать законы об экстерриториальности, четвёртый раздел запрещал британскому парламенту издавать законы для Доминиона, кроме как с его собственного согласия. Разделы пять и шесть относятся к юрисдикции над торговым судоходством и адмиралтейскими судами.
Раздел 2 Закона гарантирует, что в соответствии с разделом 4 Статута для любого закона требуется запрос и согласие парламента Новой Зеландии. В нём также говорилось, что существующие законы Соединенного Королевства, применимые к Новой Зеландии, «должны применяться и распространяться, как они всегда применялись и распространялись в соответствии с их смыслом». Этот раздел предоставил парламенту Новой Зеландии возможность вносить поправки во весь Конституционный акт Новой Зеландии 1852 года, полномочия, которые законадатели получили после принятия Закона о внесении поправок в Конституцию Новой Зеландии (запрос и согласие) 1947 года. Затем парламент Соединенного Королевства принял Закон о внесении поправок в Конституцию Новой Зеландии 1947 г. (Великобритания).
Закон позволил парламенту Новой Зеландии создать новозеландское гражданство, что он и сделал с принятием Закона о британском гражданстве и гражданстве Новой Зеландии 1948 года в 1948 году.

## Предыстория
Вестминстерский статут был продуктом Декларации Бальфура 1926 года, принятой Имперской конференцией 1926 года. Декларация была сделана после формального окончания Первой мировой войны с подписанием Версальского договора (который подписала Новая Зеландия) в 1919 году и независимости Ирландии в 1922 году. Когда был опубликован проект Вестминстерского статута, премьер-министр Новой Зеландии Гордон Коутс который присутствовал на конференции 1926 года, назвал декларацию «ядовитым документом», в то время как его предшественник (первый премьер-министр Новой Зеландии, который также присутствовал на конференции) сэр Фрэнсис Белл жаловался на «проклятый Статут Вестминстерской пропаганды».
Новая Зеландия инициировала дополнение к Статуту, согласно которому оно не будет применяться к конкретному Доминиону, если оно не будет принято во внутреннем законодательстве этого Доминиона. При поддержке Австралии и Ньюфаундленда (которые также прохладно отнеслись к Статуту) это требование было изложено в разделах 8 и 10 Статута.
Новая Зеландия не принимала Вестминстерский статут 1931 года до 1947 года из-за лояльности Британской империи. На открытии Имперской конференцией 1930 года, на которой был разработан Вестминстерский статут, тогдашний премьер-министр Джордж Форбс заявил:
«Новая Зеландия в какой-либо значительной степени не была обеспокоена недавним развитием конституционных отношений между членами Британского Содружества Наций. Мы чувствовали, что во все времена в течение последних лет у нас было достаточно возможностей для наших национальных устремлений. и достаточную свободу для проведения в полном объеме таких мер, которые нам кажутся желательными».
Даже с избранием первого лейбористского правительства, которое заняло более независимую линию во внешней политике (например, противодействие действиям по умиротворению нацистской Германии), принятие Статута не считалось важным. Первое лейбористское правительство подчеркнуло непреходящее значение отношений с Соединенным Королевством для Новой Зеландии, а премьер-министр Майкл Джозеф Сэвидж заявил в начале Второй мировой войны: «Там, где [Британия] стоит, мы стоим».
Австралия приняла Статут после падения Сингапура в 1942 году, чтобы получить больший контроль над своими вооруженными силами. После переизбрания на всеобщих выборах 1943 года лейбористское правительство, к тому времени возглавляемое Питером Фрейзером, предложило принять статут в своей тронной речи в 1944 году (через два года после того, как Австралия приняла закон). Во время дебатов «Ответное обращение» национальная оппозиция яростно выступила против предложенного принятия статута, заявив, что правительство нелояльно по отношению к Соединенному Королевству. Национальный депутат от Тауранги Фредерик Дойдж утверждал: «У нас лояльность — это такой же глубокий инстинкт, как и религия». Предложение было похоронено на срок полномочий парламента 1943—1946 годов, но вновь появилось после всеобщих выборах 1946 года, на которых снова победили лейбористы.
Национальная оппозиция спровоцировала принятие Статута в 1947 году, когда её лидер и будущий премьер-министр Сидней Холланд представил законопроект частных членов об упразднении Законодательного совета Новой Зеландии. Поскольку Новой Зеландии требовалось согласие британского парламента для внесения поправок в разделы Закона о Конституции Новой Зеландии 1852 года, учреждающего Законодательный совет, Фрейзер решил принять Статут. В то время это действие было оспорено оппозицией, которая утверждала, что правительство пытается затормозить дебаты об упразднении верхней палаты.

## Обсуждение

### Внесение
Законопроект о принятии Статута был внесен в июле 1947 г. Его первое чтение состоялось 19 сентября 1947 г.

### Третье чтение
Законопроект прошел свое третье и окончательное чтение 17 октября 1947 года. Премьер-министр Питер Фрейзер начал дебаты в окончательном чтении, заверив обе стороны в Палате представителей, что законопроект не сделает ничего, чтобы ослабить связи между членами Содружества и вместо этого «укрепить связи между различными частями Содружества и нами в Новой Зеландии и метрополией». Он также добавил, что консультировался с виконтом Крэнборном, бывшим государственным секретарем по делам Доминионов, и он не считает, что принятие законопроекта будет равносильно отделению от Британской империи.
Д-р Мартин Финли заявил, что Статут не повлияет на Договор Вайтанги, но член парламента от Хаураки Энди Сазерленд поставил под сомнение это утверждение.
Народные депутаты неоднозначно отнеслись к законопроекту. Национальный депутат от Ремуэры Рональд Элджи выразил обеспокоенность по поводу продолжающегося доступа к Судебному комитету Тайного совета. Эти опасения были отклонены, и апелляции в Тайный совет оставались в силе до 2003 года, когда был создан Верховный суд Новой Зеландии. Элджи также жаловался, что принятие закона было связано с изменением статуса британских подданных, и утверждал, что признание частей Британского Содружества в качестве независимых государств может привести к признанию таковыми республик, входящих в состав СССР, что повысит международное влияние коммунизма.
Национальный депутат Клифтон Уэбб заявил, что, поскольку у Великобритании нет возражений, он решил поддержать законопроект, заявив, что «у меня нет к нему эмоционального энтузиазма». Фредерик Дойж повторил свою предыдущую позицию, заявив, что «… верность Родине [Британии] — это такой же глубокий инстинкт, как и религия». Тем не менее он поддержал законопроект в его окончательном чтении, поскольку он дал парламенту Новой Зеландии возможность упразднить Законодательный совет, что было политикой Национальной партии.
Другие высказанные опасения включали статус Конституционного акта Новой Зеландии 1852 года и актуальность этого вопроса.

## Отмена
После сложной передачи власти после выборов 1984 года новое четвертое лейбористское правительство создало Комитет официальных лиц по конституционной реформе, который сообщил, что «настало время освободить наш конституционный закон от тени нашего прежнего колониального статуса», включая отмену Акта о принятии Вестминстерского статута 1947 года. Акт о принятии Вестминстерского статута был отменен разделом 28 Закона о Конституции 1986 года.